# Deinstedt
Deinstedt (niederdeutsch Deins) ist eine Gemeinde in der Samtgemeinde Selsingen im niedersächsischen Landkreis Rotenburg (Wümme).

## Geografie

### Lage
Deinstedt liegt im nordöstlichen Teil des Landkreises Rotenburg (Wümme). Durch den nördlichen Teil der Gemeinde und Malstedt fließt die Bever.

### Gemeindegliederung
Neben dem Hauptort Deinstedt gehören auch der Ortsteil Malstedt sowie die Orte Stüh, Rohr, Löh, Hastenbeck und Visoh zur Gemeinde.

### Nachbargemeinden
Die Gemeinde grenzt im Nordwesten an die Einheitsgemeinde Bremervörde, im Nordosten an Farven, im Südosten an Anderlingen sowie an das Grundzentrum Selsingen im Südwesten.

## Geschichte
Deinstedt wurde erstmals 1148 erwähnt, während Malstedt bereits 1132 in den Registern des Erzbistums Bremen erwähnt wird. Bei der Ersterwähnung Deinstedts schenkte Erzbischof Dietmar I. von Verden dem Verdener Domkapitel die Zehnten in Deynstede. 1714 brannte der ganze Ort bei einem Großbrand bis auf ein einziges Haus nieder. 1911 kam es zu einem weiteren Großbrand, bei dem das halbe Dorf abbrannte. Der Brand brach ausgerechnet in dem Haus aus, das als einziges den Großbrand von 1714 überstanden hatte.
Rohr entstand aus einem einzigen Hof. Nahe Rohr am alten Farvener-Selsinger Kirchenweg liegt der Rugenberg, wo es eine sagenhafte Hexenkuhle gegeben haben soll.
Um 1820 entstand Visoh am Deilweg, einem Mischwald.
Löh wurde an der Straße zum Deinstedter Bahnhof gegründet.
Malstedt bestand um 1500 aus der Mühle an der Bever und fünf Höfen, die allesamt dem St.-Georg-Kloster in Stade gehörten.

### Ortsname
Alte Bezeichnungen von Deinstedt sind 1329 in Deynstede (als Name offenbar identisch mit Deinste bei Stade), um 900 villa Tunstede (Zuordnung unklar), 1315 Deinstede, 1383 Deynstede, 1433 tho Deyenste, 1542 tho Deynstede, 1587 Deinste und 1684 Deinste. Von der Grundform „Dein-s-sted-“ ist auszugehen. Es ist ein stark flektierender männlicher Personenname + „‑sted(e)“; Personenname Dego, Dago. Der Name Deinstedt geht wahrscheinlich auf den Personennamen Deinhart (Degenhart) zurück. Im Niederdeutschen gibt es kein ursprüngliches „–ei-“. Dieses ist in Ortsnamen erst sekundär entstanden, zumeist durch Ausfall eines Konsonanten, entweder „–g-“ oder „–d-“. Hier bietet sich „–g-“ an und ein Personenname „Dego, Dago“.

### Eingemeindungen
Im Zuge der Gebietsreform in Niedersachsen, die am 1. März 1974 stattfand, wurde die zuvor selbständige Gemeinde Malstedt in die Gemeinde Deinstedt eingegliedert.

## Religion
Deinstedt ist evangelisch-lutherisch geprägt und gehört zum Kirchspiel der St.-Lambertus-Kirche in Selsingen.

## Politik

### Gemeinderat
Der Rat der Gemeinde Deinstedt besteht aus neun Ratsfrauen und Ratsherren. Dies ist die festgelegte Anzahl für die Mitgliedsgemeinde einer Samtgemeinde mit einer Einwohnerzahl zwischen 501 und 1.000 Einwohnern. Die Ratsmitglieder werden durch eine Kommunalwahl für jeweils fünf Jahre gewählt. Die aktuelle Amtszeit begann am 1. November 2021 und endet am 31. Oktober 2026.
Die letzten Gemeinderatswahlen ergaben folgende Sitzverteilungen:
| Partei/Liste                 | 2021 | 2016 |
| ---------------------------- | ---- | ---- |
| Wählergemeinschaft Deinstedt | 6    | 5    |
| Wählergemeinschaft Malstedt  | 3    | 4    |

### Bürgermeister
Der Gemeinderat wählte das Gemeinderatsmitglied Gunda Braasch (WG Deinstedt) zur ehrenamtlichen Bürgermeisterin für die aktuelle Wahlperiode. Ihre Stellvertreter sind Jörg Ringe (WG Malstedt) und Tobias Nehmer (WG Deinstedt).

### Wappen
| Wappen von Deinstedt | Blasonierung: „In Blau unter einem goldenen Spiralhakenverschluss eines Halsringes ein vierspeichiges goldenes Mühlenrad.“ |
| Wappen von Deinstedt | Wappenbegründung: Die Samtgemeinde Selsingen schreibt hierzu auf ihrer Webseite: „Die goldenen Spiralhaken von einem Halsringverschluss weisen auf die alte Besiedlung, die durch den 1938 in Deinstedt geborgenen Hortfund aus der jüngeren Bronzezeit bezeugt wird, hin. Das goldene Mühlenrad weist auf den Ort Malstedt hin. In Malstedt wird schon 1132 eine im Besitz des Klosters St. Georg zu Stade befindliche Mühle erwähnt.“ |

### Flagge
|  | 00Hissflagge: „Die Flagge ist blau-gelb-blau im Verhältnis 1:2:1 quergestreift mit dem aufgelegten Wappen in der Mitte zum Liek hin verschoben.“ |

## Kultur und Sehenswürdigkeiten
Die Steinkiste von Fehrenbruch liegt im Gemeindegebiet.

## Verkehr

### Straße
Deinstedt liegt an der Kreisstraße K 108, die etwa einen Kilometer außerhalb des Ortes in die Bundesstraße B 71 mündet, welche das Gemeindegebiet hier tangiert. Über die B 71 ist der Ort mit Bremervörde und mit Zeven verbunden.

### Schiene
Durch die Gemarkung Deinstedt verläuft die heute nur noch im Güterverkehr von der EVB betriebene Bahnstrecke Bremervörde–Rotenburg (Wümme). Entlang der B 71 waren 2007 noch Reste des ehemaligen Haltepunktes Deinstedt für den seit 1969 stillgelegten Personenverkehr zu erkennen. 2020 sind bis auf eine Reihe Kastanien, die früher den Bahnsteig säumten, und eine baumlosen Freifläche keinerlei Reste des Bahnhofes mehr zu erkennen. Eine Gedenktafel nahe dem ehemaligen Standort erinnert heute an den Bahnhof.